# USS Kidd (DDG-993)
El USS Kidd (DDG-993) es el líder de su clase de destructores construida para la Armada de los Estados Unidos. Fue transferido a la República de China en 1998 y renombrado ROCS Kee Lung (DDG-1801).

## Historia
El Kidd formaba parte de una serie de cuatro destructores derivados de la clase Spruance originalmente encargados por Irán bajo el mandato del Sha de Irán y estaba destinado a portar el nombre de Kouroush. Su construcción estuvo a cargo de Ingalls Shipbuilding y fue puesto en grada el 26 de junio de 1978. El Gobierno iraní canceló la adquisición a principios de 1979 tras la revolución iraní, y la Armada de los Estados Unidos compró los destructores. Así las cosas, el Kidd fue botado el 11 de agosto de 1979 y puesto en servicio el 23 de mayo de 1981.
En 1987, el Kidd participó de la Operación Earnest Will, consistente en la protección de los convoyes kuwaitíes en el golfo Pérsico durante la guerra entre Irán e Irak. En 1991, regresó al golfo para apoyar la Operación Desert Storm.
Fue retirado en 1998 y, en 2003, fue vendido a la República de China junto a los otros tres buques de su clase. El buque adoptó el nombre de «ROCS Kee Lung (DDG-1801)».